# Burgess Meredith
Burgess Meredith   (Cleveland, 16 de novembre de 1907 - Malibu, 9 de setembre de 1997) va ser un actor, director i productor estatunidenc. Actiu durant més de sis dècades, se l'ha destacat com dels actors més importants del segle xx. Va ser membre del Actors Studio i va guanyar diversos Premis Emmy, un Premis Saturn i va estar nominat dos cops al Premi Oscar. Entre les seves interpretacions inicials destaquen Of Mice and Men (1939), The Story of G.I. Joe (1945) o Una passejada al sol (1945). Posteriorment va participar en El dia de la llagosta (1975) o Rocky (1976). També va narrar diversos documentals.
Malgrat la seva popularitat intermitent a Hollywood, era fonamentalment un actor de gènere, i va interpretar diversos rols importants en obres teatrals de Shakespeare, O'Neill o Samuel Beckett.